# María Victoria Atencia
María Victoria Atencia   (Màlaga, 28 de novembre de 1931) és una poeta andalusa, pertanyent a la generació del 50. El seu corpus poètic està dotat de gran personalitat i elevat sentit estètic.
Va fundar la revista “Cuadernos de Poesía”. De la seva obra destaquen Tierra mojada (1953), Marta y María (1976), El coleccionista (1979), Ex libris (1984), Compás binario (1984) i La pared contigua (1989). El 1991 va publicar un recull de la seva obra poètica amb el títol La señal.
El 2014 el Centre Cultural de Màlaga va rebatejar-se amb el nom de Centro Cultural María Victoria Atencia, en honor seu. Aquell mateix any va rebre el Premi Reina Sofía de Poesia Iberoamericana.

## Obra Publicada
- Arte y parte, (1961)
- Cañada de los ingleses, (1961)
- Marta & María, (1976)
- Los sueños, (1976)
- El mundo de M. V., (1978)
- El coleccionista, (1979)
- Ex libris, (1984)
- Compás binario, (1984)
- Paulina o el libro de las aguas, (1984)
- Trances de Nuestra Señora, (1986)
- De la llama en que arde, (1988)
- La pared contigua, (1989)
- La señal, (1990)
- La intrusa, (1992)
- El puente, (1992)
- Las contemplaciones, (1997), Premio Andalucía de la Crítica y Premio Nacional de la Crítica 1998.
- Las niñas, (2000)
- El hueco, (2003)
- De pérdidas y adioses (2005)
- El umbral (2011), Premio Real Academia Española 2012.